# Welsh International 1985
Die Welsh International 1985 fanden vom 29. November bis zum 1. Dezember 1988 in Cardiff statt. Es war die 35. Auflage dieser internationalen Meisterschaften von Wales im Badminton.

## Sieger und Platzierte
| Disziplin    | Gold                          | Silber                      | Bronze                     |
| ------------ | ----------------------------- | --------------------------- | -------------------------- |
| Herreneinzel | Darren Hall                   | Poul-Erik Høyer Larsen      | Anders Nielsen             |
| Herreneinzel | Darren Hall                   | Poul-Erik Høyer Larsen      | Vimal Kumar                |
| Dameneinzel  | Fiona Elliott                 | Jennifer Allen              | Charlotte Hattens          |
| Dameneinzel  | Fiona Elliott                 | Jennifer Allen              | Alison Fisher              |
| Herrendoppel | Martin Dew Dipak Tailor       | Mike Tredgett Dan Travers   | Mike Brown Nigel Tier      |
| Herrendoppel | Martin Dew Dipak Tailor       | Mike Tredgett Dan Travers   | Chris Dobson Andy Goode    |
| Damendoppel  | Karen Beckman Sara Halsall    | Hanne Adsbøl Nettie Nielsen | Lesley Roberts Sarah Doody |
| Damendoppel  | Karen Beckman Sara Halsall    | Hanne Adsbøl Nettie Nielsen | Lisa Chapman June Shipman  |
| Mixed        | Jesper Knudsen Nettie Nielsen | Kim Brodersen Hanne Adsbøl  | Mark Elliott Fiona Elliott |
| Mixed        | Jesper Knudsen Nettie Nielsen | Kim Brodersen Hanne Adsbøl  | Mike Brown Cheryl Johnson  |

## Finalergebnisse
| Disziplin    | Sieger                        | Finalist                    | Ergebnis    |
| ------------ | ----------------------------- | --------------------------- | ----------- |
| Herreneinzel | Darren Hall                   | Poul-Erik Høyer Larsen      | 18–16, 15–5 |
| Dameneinzel  | Fiona Elliott                 | Jennifer Allen              | 11–4, 11–7  |
| Herrendoppel | Martin Dew Dipak Tailor       | Mike Tredgett Dan Travers   | 15–9, 17–14 |
| Damendoppel  | Karen Beckman Sara Halsall    | Hanne Adsbøl Nettie Nielsen | 15–7, 15–12 |
| Mixed        | Jesper Knudsen Nettie Nielsen | Kim Brodersen Hanne Adsbøl  | 15–6, 15–12 |